# Mick Farren

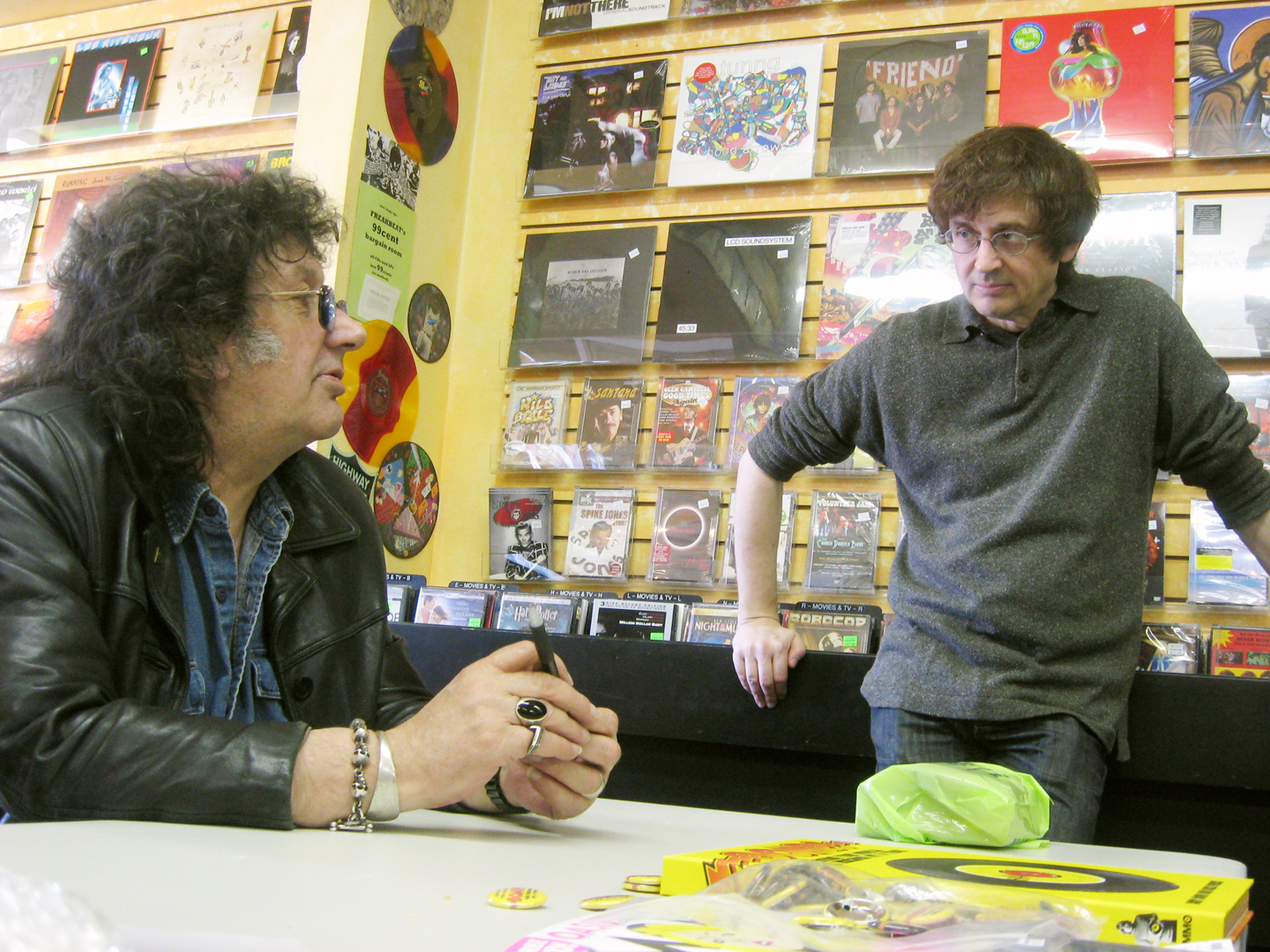
Mick Farren y Patrick Boissel, 2007.

Michael Anthony 'Mick' Farren (Cheltenham, 3 de septiembre de 1943 - Londres, 27 de julio de 2013) fue un periodista británico, escritor y cantante asociado a la contracultura y el underground de su país.

## Carrera musical
Farren comenzó su carrera musical como 
cantante de la banda proto-punk The Deviants entre 1967 y 1969, con la que lanzó tres álbumes. En 1970 pretendió arrancar junto a Steve Peregrin Took una nueva banda llamada Shagrat, que no llegó a publicar nada, y lanzó el álbum en solitario Mona - The Carnivorous Circus que también contó con la colaboración de Steve Took, así como con la de John Gustafson y Paul Buckmaster, antes de poner fin a su negocio de la música para concentrarse en la escritura.
Durante la década de 1970, revivió brevemente su carrera musical, lanzando el EP Screwed Up, el álbum Vampires Stole My Lunch Money y el sencillo «Broken Statue». El álbum contó con Chrissie Hynde y el guitarrista de la banda Dr. Feelgood, Wilko Johnson.

### Discografía

#### Sencillos
- 1976 – Mick Farren – "Play With Fire" / "Lost Johnny" (Ork records)
- 1977 – Mick Farren and The Deviants – Screwed Up EP (Stiff Records)
- 1978 – Mick Farren – "Half Price Drinks" (Logo Records)
- 1978 – Mick Farren – "Broken Statue" / "It's All In The Picture" (Logo records)
- 199? – Lunar Malice – "Gunfire In The Night" / "Touched By The Fire"

#### Álbumes
- 1967 – The Deviants – Ptooff! (Impressario/Decca Records)
- 1968 – The Deviants – Disposable (Stable Records)
- 1969 – The Deviants – The Deviants 3 (Transatlantic Records)
- 1970 – Mick Farren – Mona – The Carnivorous Circus (Transatlantic Records)
- 1978 – Mick Farren – Vampires Stole My Lunch Money (Logo Records)
- 1984 – The Deviants – Human Garbage – En vivo (Psycho Records)
- 1987 – Wayne Kramer & Mick Farren – Who Shot You Dutch?
- 1991 – Wayne Kramer – Death Tongue (Progressive Records)
- 1993 – Tijuana Bible – Gringo Madness
- 1995 – Mick Farren and Jack Lancaster – The Deathray Tapes (Alive Records)
- 1996 – Deviants IXVI – Eating Jello With a Heated Fork (Alive Records)
- 1999 – The Deviants – Barbarian Princes – En vivo en Japón
- 2002 – The Deviants – Dr. Crow (Track Records)
- 2004 – Mick Farren and The Deviants – Taste The Blue – En vivo (Captain Trip Records, Japón)
- 2005 – Mick Farren – To The Masterlock – En vivo (Captain Trip Records, Japón)
- 2013 – Mick Farren and Andy Colquhoun - Black Vinyl Dress

#### Recopilaciones
- 1996 – Mick Farren and The Deviants – Fragments of Broken Probes
- 1996 – The Social Deviants – Garbage (Alive Records)
- 1999 – The Deviants – The Deviants Have Left The Planet
- 2000 – Mick Farren and The Deviants – This CD Is Condemned (Alive Records)
- 2001 – Mick Farren and The Deviants – On Your Knees, Earthlings (Alive Records)

## Carrera literaria
Durante la década de 1970 contribuyó a la prensa underground del Reino Unido, como el International Times, estableciendo también los Nasty Tales con los que defendió con éxito una carga de obscenidad. Más tarde escribió para la popular New Musical Express, para la que escribió el artículo titulado «The Titanic Sails At Dawn», un análisis de lo que él consideraba el malestar que afecta a la entonces música rock contemporánea y que describe las condiciones que dieron lugar posteriormente al punk.
Escribió veintitrés novelas, entre ellas las novelas de Victor Renquist y la serie de ADN Cowboys. Comenzó a escribir literatura fantástica en los años 1970.

#### Series de ficción

##### Car Warriors
- Back From Hell: Car Warriors #3 (1999)

##### Flame of Evil
1. Kindling (2004)
2. Conflagration (2006)

##### Jeb Stuart Ho
Also known as The DNA Cowboys Trilogy.
1. The Quest of The DNA Cowboys (1976)
2. Synaptic Manhunt (1976)
3. The Neural Atrocity (1977)
4. The Last Stand of the DNA Cowboys (1989)

##### The Victor Renquist Quartet
1. The Time of Feasting (1996)
2. Darklost (2000)
3. More Than Mortal (2001)
4. Underland (2002)

#### Novelas
- The Texts of Festival (1973)
- The Tale of Willy's Rats (1974)
- The Feelies (1978)
- The Song of Phaid the Gambler (1981), reeditado como:

1. Phaid the Gambler (1986)
2. Citizen Phaid (1986)

- Protectorate (1985)
- CORP*S*E (1986), aka Vickers
- Their Master's War (1987)
- Exit Funtopia (1988), aka The Long Orbit
- The Armageddon Crazy (1989) aka Armageddon Crazy
- Mars – The Red Planet (1990)
- Necrom (1991)
- Jim Morrison's Adventures in the Afterlife (1999)

#### Colecciones
- Short Stories (1972–1973) (2001)
- Dead Cats Bouncing (2002) (una colección?)
- Zones of Chaos (2009)